# Маккензи-Лайл, Кай
Кай Маккензи-Лайл (англ. Kai McKenzie-Lyle; 30 ноября 1997, Лондон, Англия) — гайанский и английский футболист, вратарь английского футбольного клуба «Уэллинг Юнайтед» и сборной Гайаны.

## Карьера

### Клубная
Воспитанник английского «Барнета». За взрослую команду сыграл 1 матч в 4-м дивизионе Англии. В 2016-м году был в аренде в клубе «Кокфостерс». Сыграл 4 матча в 9-м дивизионе Англии. В 2017-м году был в аренде в клубе «Сент-Айвс Таун». Сыграл 3 матча в 7-м дивизионе Англии. В 2017—2018 годах был в аренде в клубе «Хейз энд Идинг Юнайтед». Сыграл 4 матча в 7-м дивизионе Англии.
Летом 2018 года перешёл в «Ливерпуль», и сыграл за 2 года всего 2 матча в резервной команде. 1 сентября 2020 года подписал двухлетний контракт с клубом «Кембридж Юнайтед».

### В сборной
За сборную Гайаны дебютировал 8 октября 2016 года в матче против команды Суринама в рамках квалификации к Карибскому кубку 2017. Гайана проиграла со счётом 2:3. Однако, Маккензи-Лайл сумел отметиться голом.